# پینکارد (آلاباما)
پینکارد (به انگلیسی: Pinckard) شهری در شهرستان دیل ایالت آلاباما است که مساحت آن ۱۳٫۸۳ کیلومتر مربع است و در سرشماری سال ۲۰۱۰ میلادی، ۶۴۷ نفر جمعیت داشته و تراکم جمعیتی آن، ۴۶٫۷۸ نفر در هر کیلومتر مربع بوده است.